# Kababina yungaburra
Espèce
Kababina yungaburra est une espèce d'araignées aranéomorphes de la famille des Stiphidiidae.

## Distribution
Cette espèce est endémique du Queensland en Australie. Elle se rencontre à Yungaburra.

## Description
La carapace du mâle holotype mesure 1,9 mm de long sur 1,5 mm de large, son abdomen 1,8 mm de long.

## Étymologie
Son nom d'espèce lui a été donné en référence au lieu de sa découverte, Yungaburra.

## Publication originale
- Davies, 1995 : A new spider genus (Araneae: Amaurobioidea: Amphinectidae) from the wet tropics of Australia. Memoirs of the Queensland Museum, vol. 38, p. 463-469 (texte intégral).